# Устечко (гміна)
Гміна Устечко  (пол. Gmina Uścieczko)— колишня сільська гміна у Заліщицькому повіті Тернопільського воєводства Другої Речі Посполитої. Адміністративним центром гміни було село Устечко.
Гміна утворена 1 серпня 1934 року на підставі нового закону про самоуправління (23 березня 1933 року).
Площа гміни — 97,14 км²

Кількість житлових будинків — 1764

Кількість мешканців — 8112
Гміну створено на основі давніших гмін: Устечко, Червоноград, Нагоряни, Торське і Нирків (без хутора Колонія Підснятинська, який в радянський час приєднано до Цапівців (Поділля))  (пол. Latacz).